# Petit dodécicosidodécaèdre
En géométrie, le petit dodécicosidodécaèdre est un polyèdre uniforme non-convexe, indexé sous le nom U33.
Il partage son arrangement de sommet et d'arête, ainsi que ses faces pentagonales et triangulaires, avec le petit rhombicosidodécaèdre convexe.